# Fort Ville-Marie
Pour les articles homonymes, voir Ville-Marie.
Le Fort Ville-Marie était une fortification située sur l'île de Montréal, en Nouvelle-France. Il était installé sur une pointe de terre au sud de l'île, entre une petite rivière (parfois désignée rivière Saint-Pierre) et le fleuve Saint-Laurent. On appellera cet endroit la pointe à Callière lorsque le gouverneur Hector de Callière y construit sa résidence vers 1695. C'est le lieu de naissance de Montréal. 

## Histoire
Samuel de Champlain construisit un fort temporaire à la pointe à Callière en 1611 pour protéger les colons des Iroquois. Ce fort sera aussi un lieu de rencontre et de la traite entre les Français et leurs alliés autochtones : Hurons et Algonquins.
En décembre 1642, une crue passe près d'inonder les installations de la pointe. Entre 1643 et 1646 on fit la construction d'un fort bastionné à la pointe à Callière. Il occupait une superficie d'environ 2 500 mètres carrés.
Le fort a abrité jusqu'à 50 des premiers colons, incluant Paul de Chomedey de Maisonneuve, Jeanne Mance ou encore Adrienne Duvivier. Pour garder en vie le fort Ville-Marie, Paul de Chomedey de Maisonneuve et Jeanne Mance organisent un recrutement en France. En 1653 la deuxième vague des colons français arrivera au fort. Ils seront une centaine, hommes et femmes, dont Margueritte Bourgeoys. 
Le fort fut abandonné en 1674 et démoli en 1688 pour permettre le début de la construction de la demeure du gouverneur Louis-Hector de Callière.
Ce dernier renoue avec la tradition du fort Ville-Marie comme un lieu des rencontres entre les Français et les Autochtones. Grâce aux négociations entre Louis-Hector de Callière, le chef huron Kondiaronk et le chef iroquois Teganissorens, la Grande Paix de Montréal y a été signée en 1701.
Il a été désigné lieu historique national du Canada sous le nom de lieu historique national du Berceau-de-Montréal le 4 juin 1924.
Personne ne savait où il se trouvait jusqu'à des fouilles engagées par le musée Pointe-à-Callière en 2000. Pendant plusieurs années, les archéologues ne savaient pas exactement ce qu'ils étudiaient. La découverte, en 2015, de vestiges de la palissade un peu plus loin dans la rue a permis aux archéologues de reconstituer le fort.
Le fort est ouvert à la visite depuis le 27 mai 2017.

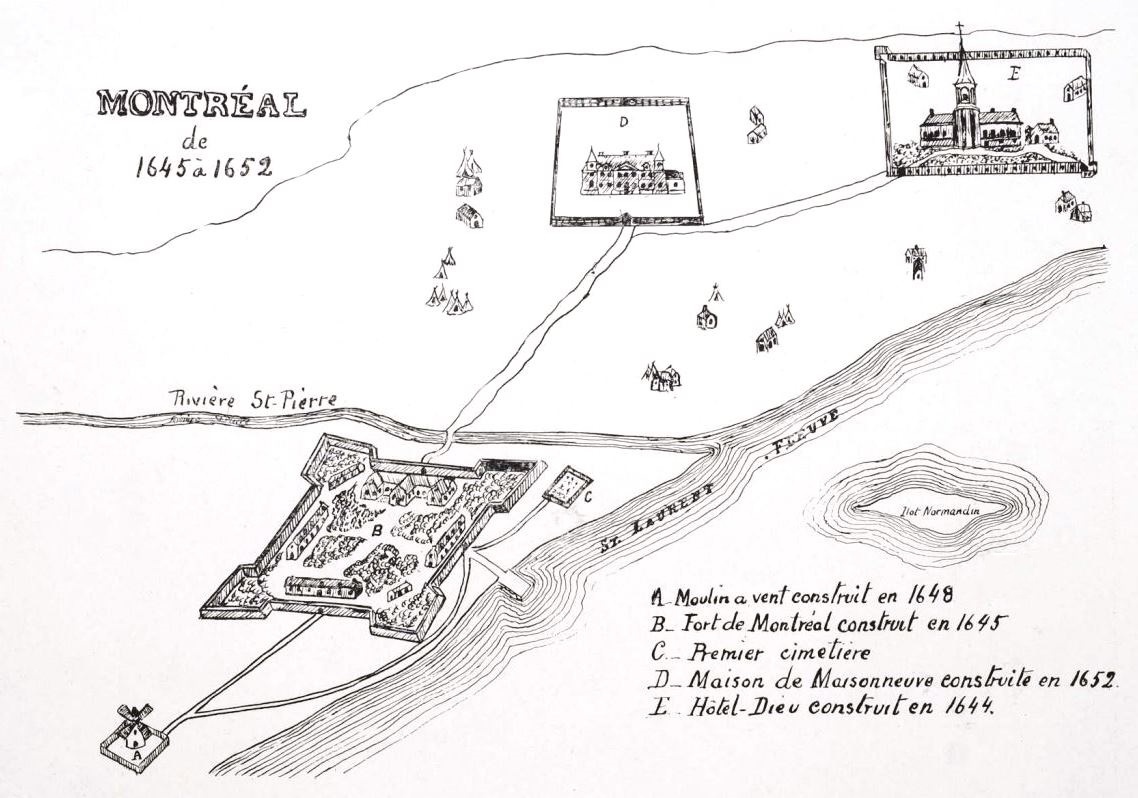
Montréal de 1645 à 1652
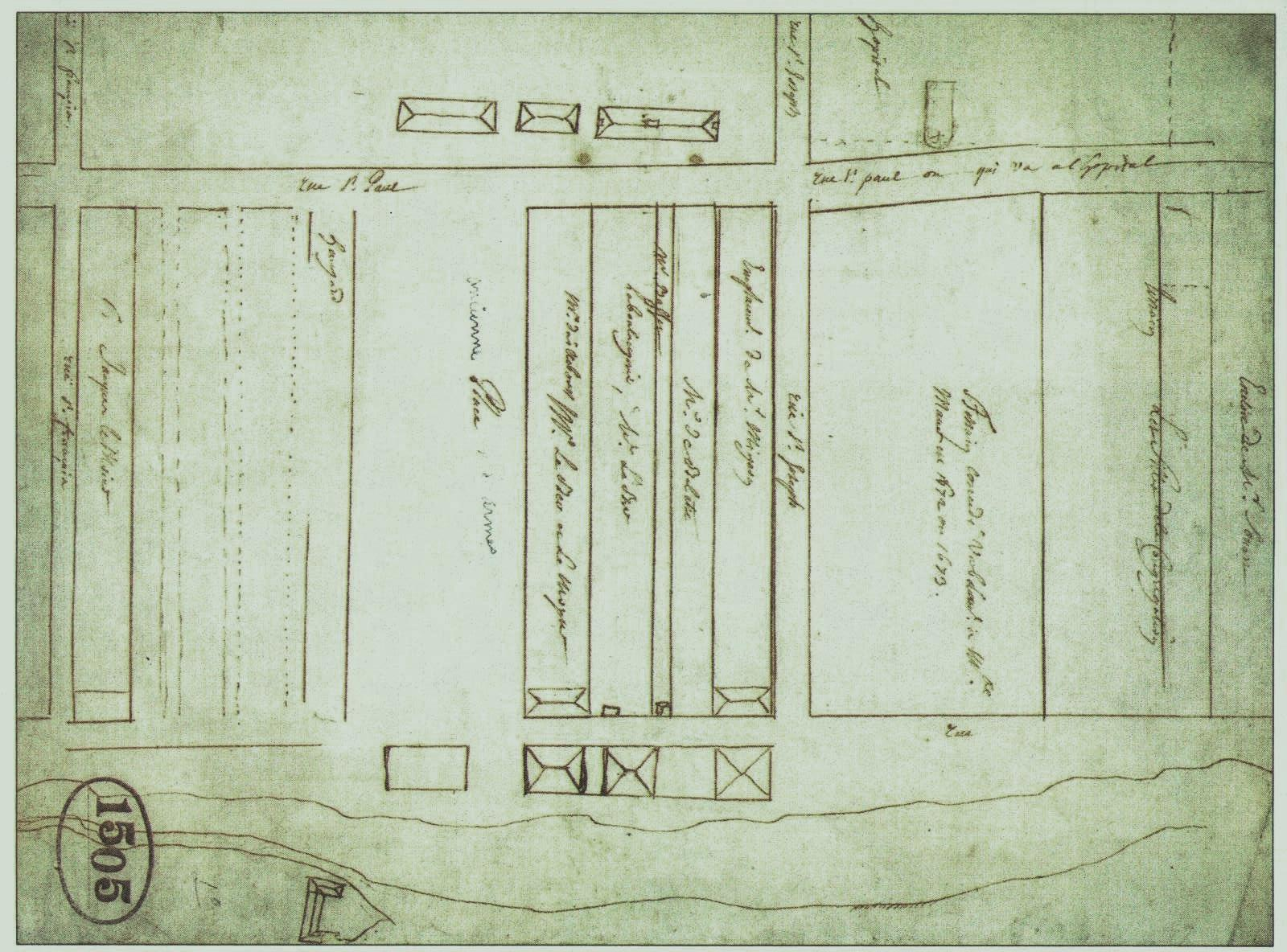
Première place publique, Montréal, vers 1675. En bas, la pointe à Callière avec le « château » du fort appelé à disparaître.
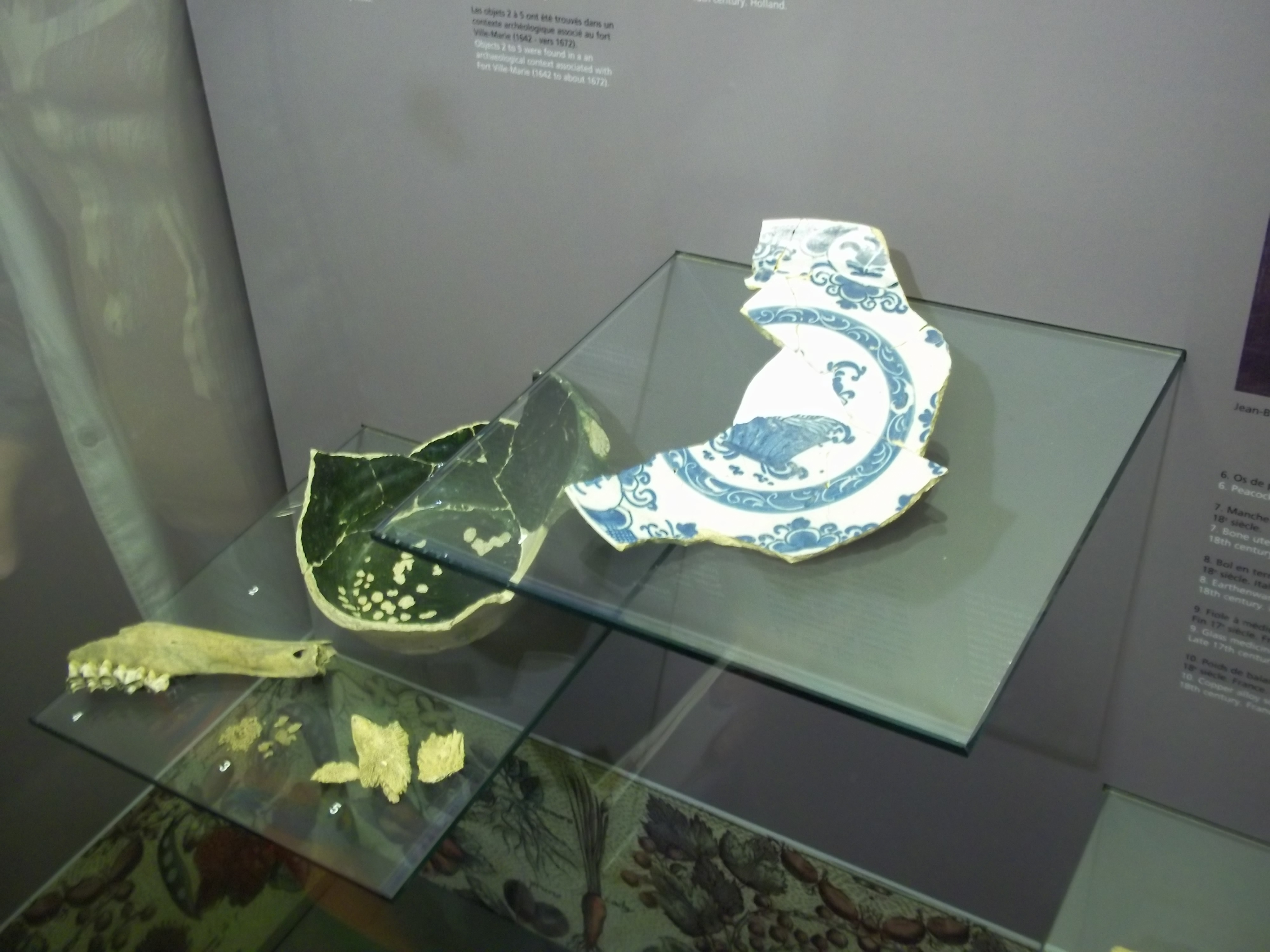
Pointe-à-Callière, musée d'archéologie et d'histoire de Montréal : les objets 2 à 5 ont été trouvés dans un contexte archéologique associé au fort Ville-Marie.